# Visions Fugitives (Mekong Delta)
Visions Fugitives è il sesto album in studio del gruppo musicale Mekong Delta, pubblicato il 1994. 

## Tracce
1. Them – 5:05
2. Imagination – 4:49
3. Suite for Group and Orchestra Part 1: Introduction – 2:11
4. Suite for Group and Orchestra Part 2: Preludium – 5:01
5. Suite for Group and Orchestra Part 3: Allegro – 4:23
6. Suite for Group and Orchestra Part 4: Dance – 2:34
7. Suite for Group and Orchestra Part 5: Fugue – 4:25
8. Suite for Group and Orchestra Part 6: Postludium – 2:37
9. The Healer – 7:34
10. Days of Sorrow – 5:03

## Formazione
- Doug Lee - voce
- Uwe Baltrusch - chitarra
- Ralph Hubert - basso
- Peter Haas - batteria